# Dioxine

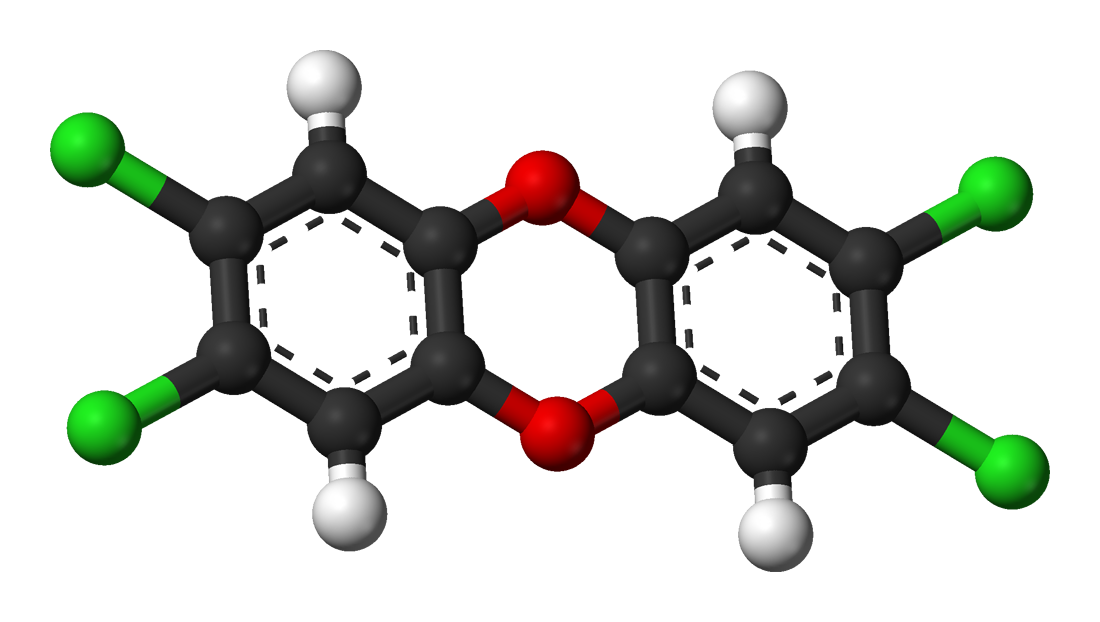
2,3,7,8 tetrachloordibenzo-p-dioxine
chloor
zuurstof
waterstof

2,3,7,8 tetrachloordibenzofuraan

Een dioxine is een verzamelnaam voor een groep van organische verbindingen, waaronder enkele zeer giftige, die kunnen ontstaan bij verbranding van materialen die chloor en veel chloriden, zoals gechloreerde koolwaterstoffen en keukenzout, bevatten.
Onder de aanduiding dioxine vallen ongeveer 210 dioxinen  en furanen. Hiervan zijn er zeventien sterk giftig. Een van de eerste symptomen van blootstelling aan dioxinen is het ontstaan van chlooracne.
Dioxinen zijn onder te verdelen in twee klassen:
- polygechloreerde dibenzo-p-dioxinen PCDD
- polygechloreerde dibenzofuranen PCDF

De zeventien giftigste dioxinen hebben een chlooratoom op de posities 2, 3, 7 en 8. Het giftigste dioxine is 2,3,7,8-tetrachloordibenzo-p-dioxine 2,3,7,8-TCDD.
Dioxinen ontstaan vooral bij de verbranding van chloorhoudende kunststoffen. Dioxinen zijn in vet oplosbaar en kunnen zich daardoor ophopen in plantaardige en dierlijke vetten.
Het meervoud van dioxine, dioxinen en dioxines mag volgens het Groene Boekje allebei.

## Effecten van dioxinen op de hersenen
Het blijkt dat dioxinen schadelijk zijn voor de hersenen van jong leven. Het is uit onderzoek gebleken dat dioxinen een negatief effect op het cognitieve en motorische functioneren van jonge kinderen hebben. Bij de volgende opgenoemde situaties zijn mensen onderzocht op de gevolgen, waarbij door ongeluk blootstelling heeft plaatsgevonden.
- Bij ongeboren kinderen die via de placenta aan deze stof werden blootgesteld.
- Na de bevalling, bij in vet oplosbare stoffen die via de moedermelk zijn overgedragen.

Schadelijke gevolgen bij mensen van blootstelling aan dioxine zijn chlooracne, aandoeningen van de lever en kanker.
Dierenproeven bevestigen dit resultaat.

## Dioxinevervuiling
Dioxinen komen via verontreinigde lucht en water terecht in voedsel. Dioxine zit vooral in vis, vlees, melk, kaas en eieren. Doordat mensen deze producten eten, komt de dioxine in hun lichaam terecht. Mensen slaan dioxine op in hun lichaamsvet, waar het heel langzaam uit verdwijnt. Moedermelk bevat ook een beperkte hoeveelheid dioxinen.
Brand veroorzaakt het vrijkomen van dioxine. Als bijvoorbeeld auto's, huizen of bedrijven in brand staan, wordt dioxine gevormd en verspreid in de atmosfeer. Dioxine komt van zichzelf al voor in de natuur, zoals bij bosbranden en vulkaanuitbarstingen. Alleen is de hoeveelheid vrijgekomen dioxine bij natuurfenomenen kleiner dan bij branden veroorzaakt door mensen, bijvoorbeeld het verbranden van huisafval in de tuin. De meeste afvalverwerkingsbedrijven hebben daarom een systeem dat de verspreiding van dioxine in de atmosfeer moeten verhinderen.
Het verbranden van elektronica om metaal terug te winnen zorgt in ontwikkelingslanden voor dioxinevervuiling.

## Ongevallen en incidenten
- Er werden  ontbladeringsmiddelen tijdens de Vietnamoorlog 1961-1971 gebruikt. Agent Orange was daarvan een bekende. Daar kwamen vaak dioxinen in voor.
- Schoonmakers werden bij het opruimen van de fabriekshal in 1963 na een ontploffing bij Philips-Duphar in Amsterdam aan de dioxinen blootgesteld, waardoor er zo'n vijftig schoonmakers ziek werden. Er overleden vier van hen.
- Er kwamen bij de Sevesoramp in 1976 in Italië grote hoeveelheden dioxine vrij een chemische fabriek uit. Veel mensen kregen er chlooracne.
- Dioxine was in 1978 was een van de stoffen waardoor de wijk Love Canal in de stad Niagara Falls in de staat New York moest worden ontruimd.
- Delen van de chemische fabriek Sponala in Neratovice in Tsjecho-Slowakije werden in de jaren 1960 sterk door dioxinen vervuild. Tientallen werknemers werden ernstig ziek.
- De Lickebaert-affaire speelde omstreeks 1989 een grote rol in Rijnmond, waarbij dioxine in kaas werd gevonden dat door rookgassen van onder andere AVR en AkzoNobel werd besmet.
- Er vond zich in 1999 in België een dioxinecrisis plaats: dioxinen en pcb's waren door veevoeder in de voedselketen terechtgekomen.
- De politicus Viktor Joesjtsjenko uit Oekraïne werd in 2004 met hoge doses dioxinen vergiftigd. Het duurde twee jaar voor de verminking in zijn gezicht verdween.[6]
- Ongeveer 1500 bedrijven in Nederland, Duitsland en België mochten in oktober 2004 geen dieren laten slachten of melk leveren, omdat er een te hoog dioxinegehalte in de melk en het vet was aangetroffen. De dioxine bleek afkomstig van mergelklei uit Duitsland, die werd gebruikt om aardappels te sorteren. De schillen werden verwerkt in veevoer. De melk en het vlees van deze dieren zijn niet in de voedselketen terechtgekomen.
- Het werd in januari 2006 bekend dat in België opnieuw dioxine in varkensvoer is terechtgekomen. Dit keer was de dioxine afkomstig uit verontreinigd zoutzuur dat wordt gebruikt voor het verwijderen van vet van botten.
- Er deed zich in Valkenswaard in juli 2010 een brand in een plasticfabriek voor. Bij nader onderzoek bleken er toch schadelijke stoffen, waaronder dioxinen, te zijn vrijgekomen.
- Het werd in september 2010 dat er in Nederland al jaren paling met een dioxinegehalte hoger dan de Europese norm werd verkocht en dat er desondanks door Ministerie van Landbouw, Natuurbeheer en Visserij geen vangstverbod werd ingesteld.[7]
- Begin 2011 bleek dat er in Duitsland, door verwerking van vervuilde vetten in veevoer, ruim 150.000 ton veevoer pluimvee- en varkensvoer vervuild is geraakt met dioxine. Inmiddels zijn meer dan 4700 boerderijen in Duitsland, vooral varkenshouderijen, uit voorzorg gesloten.[8]
- Na een brand in Moerdijk op 5 januari 2011 bij een chemische fabriek zijn er door het RIVM verhoogde dioxinegehaltes in dichtbijgelegen gemeentes gemeten. De waarden waren weliswaar duidelijk verhoogd, maar die verhoging week toch niet veel van de waarden af, die in het betrokken gebied in die tijd van het jaar voorkomen. In een later rapport wordt dat standpunt door het RIVM herbevestigd.[9]